# Tatsuya Kamohara
Tatsuya Kamohara (japanisch 蒲原 達也 Kamohara Tatsuya; * 8. Juli 1983 in der Präfektur Saga) ist ein ehemaliger japanischer Fußballspieler.

## Karriere
Kamohara erlernte das Fußballspielen in der Universitätsmannschaft der Kokushikan-Universität. Seinen ersten Vertrag unterschrieb er 2006 bei Sagan Tosu. Der Verein spielte in der zweithöchsten Liga des Landes, der J2 League. Für den Verein absolvierte er 18 Ligaspiele. Danach spielte er bei FC Ryukyu und FC Machida Zelvia. Ende 2010 beendete er seine Karriere als Fußballspieler.